# T. C. Pfeiler
T. C. Pfeiler, bürgerlich Ewald Pfeiler (* 1. Jänner 1958 in Salzburg), ist ein österreichischer Jazz-Organist und Komponist, der auf der Hammond B3 spielt.

## Leben
Nach einer kaufmännischen Ausbildung war Pfeiler von 1973 bis 1978 Mitglied der Salzburger Tanz- und Unterhaltungsmusikgruppe The Up to Date. 1978 gab er andere berufliche Tätigkeiten zugunsten der Musik auf, als die Hammondorgel bereits zunehmend von Keyboards und E-Pianos verdrängt wurde.
1978 traf Pfeiler bei der Internationalen Jazzwoche Burghausen den Jazz-Organisten Wild Bill Davis, der zum wichtigsten Lehrer zu Beginn seiner Karriere wurde. Nach wenigen Monaten als Solist gründete Pfeiler im Sommer 1978 sein erstes Trio in der traditionellen Besetzung Hammondorgel, Gitarre und Schlagzeug, fallweise erweitert durch einen Saxofonisten. 1980 folgte eine Europatournee mit der Lionel Hampton Bigband und Wild Bill Davis für Hammond. Dabei spielte Pfeiler mit Jazzgrößen wie Illinois Jacquet, Wallace Davenport, Cat Anderson, Joe Newman, Curtis Fuller oder Arnett Cobb. Dort erhielt er seinen Nickname „T.C.“ in Anlehnung an „The Console“ = Hammond Konsolenorgel.
Am 26. November 1987 spielte T. C. Pfeiler zusammen mit Wild Bill Davis eine Live-LP ein. Davis und Pfeiler spielten gleichzeitig auf zwei Hammond B3s, begleitet von Rudi Renger (Gitarre) und Michael Honzak (Schlagzeug). Seitdem trat Pfeiler in Clubs und bei Festivals in ganz Europa und in den USA auf und spielte mehrere Alben ein. Bei Sessions spielte er mit Stars der internationalen Jazz-, Funk- und Bluesszene wie Herb Ellis, Red Holloway, Jim Galloway, Spike Robinson, Frank Foster, Bill Elgart, Ken Peplowski, Maceo Parker, Jack McDuff (vierhändig auf einer Hammond B3), Peter O’Mara sowie mit europäischen Spitzenmusikern wie Joe Nay, Carl Drewo, Harry Sokal, Joris Dudli, Mario Gonzi, Michael Honzak, Peter Legat und Louie Austen.
Pfeiler arbeitet außerdem als Komponist, Arrangeur und Produzent im Bereich der Film- und Werbemusik sowie der anspruchsvollen Unterhaltungsmusik, vorwiegend für den nordamerikanischen Markt. Weiterhin wirkt er bei Schulkonzerten in Österreich seit den 1990er Jahren mit.
Pfeiler legt einerseits großen Wert auf die Pflege der Tradition der Hammond-Orgel im Jazz, bemüht sich andrerseits aber auch intensiv um die Weiterentwicklung der aktuellen Tonsprache auf diesem Instrument, welches trotz seiner Wiederentdeckung in den 1990er Jahren immer noch eine exotische Außenseiterrolle im Jazz einnimmt.
Pfeiler leitet Blues und Mainstream-Jazz-orientierte Trio- und Quartettbesetzungen, in denen immer wieder international bekannte Gastsolisten mitwirken. Es gibt experimentelle Duos und Trios mit Hammondorgel und Schlagzeug, bzw. Saxofon, weiterhin das Projekt „Out Of Space“, in dem ausschließlich Eigenkompositionen von T.C. Pfeiler gespielt werden, sowie auch das Quintett beziehungsweise Trio „T.C. Pfeiler’s Jazzid-Funk“.
Seit 2003 hat er Duo-Auftritte zusammen mit seiner Partnerin und Produzentin Ulrike Muehlbachler am Schlagzeug mit dem Projekt „T.C. Pfeiler’s Hammond B3 Lounge“. Seit Februar 2008 gibt es das Projekt Wohlfühl Klänge zusammen mit Ulrike Muehlbachler – Schlagzeug /Perkussion/Stimme.
Mit dem Projekt „Carpe Diem Live Tunes“ wurde zwischen 2006 und 2008 eine eigene Roadshow etabliert.

## Preise und Auszeichnungen
Am 10. April 2008 wurde Pfeiler für besondere Verdienste um die Republik Österreich im Bereich Kunst und Kultur (seit 30 Jahren international erfolgreiche Arbeit als Jazz-Organist und über 2.000 Eigenkompositionen) mit dem Titel Professor ausgezeichnet. 
Am 7. Dezember 2023 erhielt er aus der Hand von Landeshauptmann Wilfried Haslauer das Österreichische Ehrenkreuz für Wissenschaft und Kunst als einer der herausragendsten Jazz-Organisten und Komponisten Österreichs (mit mehr als 10.000 Eigenkompositionen).

## Diskographische Hinweise
- T. C. Pfeiler – Out Of Space – CD
- Herb Ellis Meets T. C. Pfeiler – CD
- T. C. Pfeiler – Dynaflow – CD
- Red Holloway / T. C. Pfeiler – Day Dream – CD
- T. C. Pfeiler – For H.G.B.S. – CD
- T.C. Pfeiler – Live Grooves! – CD
- T.C. Pfeiler Live at Club Art & Music – LP
- Wild Bill Davis / T.C. Pfeiler 70th/30th Anniversary Live Concert – LP

## Belege
1. ↑  http://www.jazzidfunk.tcpfeiler.com/
2. ↑  http://www.lounge.tcpfeiler.com/
3. ↑  Auszeichnung für verdiente Salzburger. In: meinbezirk.at. 11. Dezember 2023, abgerufen am 21. Dezember 2023.

| Personendaten    | Personendaten                                |
| ---------------- | -------------------------------------------- |
| NAME             | Pfeiler, T. C.                               |
| ALTERNATIVNAMEN  | Pfeiler, Ewald (wirklicher Name)             |
| KURZBESCHREIBUNG | österreichischer Jazz-Organist und Komponist |
| GEBURTSDATUM     | 1. Januar 1958                               |
| GEBURTSORT       | Salzburg                                     |